# Lago Tremorgio
O Lago Tremorgio é um lago de montanha localizado próximo a Rodi-Fiesso no município de Prato Leventina no cantão de Ticino, na Suíça. A sua superfície é 0,39 km². Pode chegar-se a este lago por teleférico a partir de Rodi.